# Michael Meacher
Michael Hugh Meacher (4 novembre 1939 - 21 octobre 2015) est un universitaire britannique et un homme politique du parti travailliste. Avant de se lancer en politique, il est chargé de cours en administration sociale à l'Université de l'Essex et à l'Université d'York. Il est député de 1970 jusqu'à sa mort, pour Oldham West et Oldham West et Royton.

## Jeunesse et éducation
Meacher est né à Hemel Hempstead dans le Hertfordshire le 4 novembre 1939, descendant d'une famille de brasseurs et d'agriculteurs. Il est le seul enfant de (George) Hubert Meacher (1883–1969) et de son épouse Doris (1903–1969; née Foxell). Son père est comptable et agent de change , puis travaille sur la ferme familiale. La famille ayant peu d'argent, sa mère accueille des locataires et travaille pour un médecin local; elle aspirait à ce que Michael devienne prêtre anglican. Le cousin germain d'Hubert Meacher est le juge Clement Bailhache.
Meacher fait ses études à la Berkhamsted School, à l'époque une école indépendante pour garçons, où il obtient une bourse. Il étudie ensuite au New College, Oxford où il obtient un diplôme de première classe avec distinction en classiques et en théologie  et à la London School of Economics, où il obtient un diplôme en administration sociale.

## Carrière
Meacher devient chercheur aux universités d'Essex et de York et écrit un livre sur les traitements dans les hôpitaux psychiatriques. Il est candidat travailliste pour Colchester en 1966, et à l'élection partielle d'Oldham West en 1968, après la démission du député travailliste Leslie Hale mais perd face au candidat conservateur Bruce Campbell.
Meacher est élu pour la première fois au Parlement en 1970 pour Oldham West, et est ministre subalterne sous Harold Wilson et James Callaghan (sous-secrétaire parlementaire à l'industrie, 1974-1975; sous-secrétaire parlementaire à la Santé et à la Sécurité sociale, 1975–79).
Pendant le temps de Labour dans l'opposition, il est au cabinet fantôme pendant quatorze ans, et donne simultanément des conférences à la LSE. Il est considéré comme une figure de gauche et un allié de Tony Benn, et se présente comme le candidat de gauche contre Roy Hattersley lors de l'élection à la direction adjointe de 1983.
Meacher est membre du Cabinet fantôme de 1983 à 1997, mais Tony Blair refuse de le nommer au Cabinet et le nomme ministre d'État à l'Environnement, d'abord au ministère de l'Environnement, des Transports et des Régions (1997 –2001), puis au département renommé de l'Environnement, de l'Alimentation et des Affaires rurales (2001–2003).
Malgré l'hostilité de Blair, Meacher acquiert la réputation d'être un bon technicien sur les dossiers complexes  et est l'un des ministres qui reste le plus longtemps au même poste dans le gouvernement travailliste, de 1997 à 2003.
Meacher est limogé en juin 2003, pour être remplacé par Elliot Morley. Il attaque ensuite le gouvernement travailliste sur un certain nombre de questions, en particulier sur les aliments génétiquement modifiés et la guerre en Irak de 2003, bien que dans la période précédant l'invasion, il a accepté les rapports des services de renseignement et du gouvernement, affirmant que l'Irak possédait des armes chimiques 
En mai 2005, Meacher présente une motion de début de journée sur le changement climatique au Parlement, qui appelle le gouvernement à s'engager à réduire les émissions de CO 2 de 3% par an .
En juin 2006, divers articles paraissent dans les médias britanniques affirmant que Meacher se présenterait comme un candidat potentiel contre Tony Blair afin de lancer une course à la direction; d'autres ont suggéré, en particulier après que Gordon Brown se soit manifesté en faveur du programme de missiles Trident et de l'énergie nucléaire, que Meacher défierait Brown sur la gauche.
Meacher écrit des articles pour ePolitix.com, qui comprenaient des critiques de Blair et Brown pour les politiques perçues de droite, notamment la privatisation. Il appelle à une politique plus conciliante au Moyen-Orient, à des tentatives de lutte contre les inégalités de revenus et à un engagement plus grand à réduire la consommation d'énergie 
Le 22 février 2007, Meacher déclare qu'il se présente comme leader, défiant Brown et John McDonnell. Cependant, le 14 mai, après s'être entretenu avec McDonnell, il annonce qu'il se retire pour soutenir McDonnell en tant que "candidat de la gauche" 
Meacher est l'un des 36 députés travaillistes à désigner Jeremy Corbyn comme candidat aux élections à la direction de 2015 .
Meacher est membre de 9/11 Truth Movement, qui demande au président américain d'ouvrir une enquête indépendante sur les Attentats du 11 septembre 2001 non dirigés par "des individus étroitement alignés avec, ou même employés par, l'administration Bush-Cheney" .
Meacher est membre de la Fabian Society.
Il est décédé à l'hôpital le 21 octobre 2015, des suites d'une courte maladie.